# تشارلز ديفيس (لاعب كرة سلة مواليد 1958)
تشارلز ديفيس (بالإنجليزية: Charles Davis)‏ مواليد 5 أكتوبر 1958 في ناشفيل، هو لاعب كرة سلة أمريكي سابق. بدأ مسيرته الاحترافية في سنة 1981. تم اختياره من قبل فريق واشنطن ويزاردز خلال الدرافت. يبلغ طوله 6 قدم 7 بوصة (2.0 م). اعتزل اللعب في 1990. أحرز خلال مسيرته في الإن بي إيه 2214 نقطة بمعدل 5.3 نقاط في المباراة الواحدة.

## المسيرة الاحترافية
لعب مع واشنطن ويزاردز من سنة 1981 إلى 1985، ثم لعب مع ميلووكي باكز من سنة 1984 إلى 1986، ثم لعب مع فيكتوريا يبرتاس بيزارو في الدوري الإيطالي في موسم 1986–1987، ثم لعب مع ميلووكي باكز في سنة 1987، ثم لعب مع سان أنطونيو سبرز في سنة 1987، ثم لعب مع شيكاغو بولز من سنة 1988 إلى 1990.

## روابط خارجية
- تشارلز ديفيس على موقع إن بي أي (الإنجليزية)
- تشارلز ديفيس على موقع سبورتس رفرنس (الإنجليزية)
- تشارلز ديفيس على موقع كلية كرة السلة في سبورتس رفرنس.كوم (الإنجليزية)
- تشارلز ديفيس على موقع ريلجم (الإنجليزية)